# Richard Wolf (Unternehmen)
Die Richard Wolf GmbH ist ein Unternehmen für Endoskope und endoskopische Systeme. Es hat seinen Sitz in Knittlingen, Enzkreis, bei Karlsruhe. Richard Wolf beschäftigt rund 1.400 Mitarbeiter weltweit, davon etwa 1100 in Deutschland. Zum Unternehmen gehören sieben Tochterunternehmen in Amerika, Asien, Afrika und Europa sowie 120 Vertretungen.

## Geschichte
Am 15. Januar 1906 gründete Georg Wolf zusammen mit einem Kompagnon in Berlin die Firma Brückner & Wolf, Fabrik für elektromedizinische Geräte und Instrumente. Im selben Jahr wurde sie in Georg Wolf GmbH, Fabrik für elektromechanische Apparate und Instrumente umfirmiert. Richard Wolf, Sohn von Georg Wolf, trat 1922 als Lehrling in den elterlichen Betrieb ein. 1937 erhielt er Einzelprokura und wurde nach dem Tod seines Vaters 1938 Gesellschafter und Geschäftsführer. Das blieb er, bis das Unternehmen 1945 sequestriert wurde.
Nach der Übersiedlung nach Maulbronn gründeten Richard Wolf und seine Ehefrau Annemarie am 15. Januar 1947 in Knittlingen die Firma Richard Wolf GmbH. Mit fünf Mitarbeitern des väterlichen Betriebes konnte an die Weiterentwicklung sowie Neuentwicklung von Produkten der medizinischen Endoskopie angeknüpft werden. Nach dem Tod von Richard Wolf im Jahre 1958 trat seine Witwe Annemarie in seine Gesellschafterstellung ein. Sie führte den Betrieb allein weiter. Kurz vor ihrem Tode im Jahre 1968 errichtete sie die Richard und Annemarie Wolf-Stiftung und brachte die Gesellschaftsanteile der Richard Wolf GmbH in die Stiftung ein.

## Unternehmensstruktur
Eigentümer und Kontrollorgan der Gesellschaft ist die Richard und Annemarie Wolf-Stiftung.
Das Unternehmen ist mit Stand 1. Januar 2013 in den Bereichen Endoskope, OP-Lösungen, Stoßwellen, Endoskope für die Industrie tätig. Der Hauptsitz der Richard Wolf GmbH befindet sich im baden-württembergischen Knittlingen. Das Unternehmen hat sieben Tochterfirmen in Gent-Drongen (Belgien), Reims (Frankreich), Wien (Österreich), Wimbledon (Großbritannien), Vernon Hills (USA), Gurgaon (Indien), Dubai (Vereinigte Arabische Emirate). Darüber hinaus sind 120 Vertretungen weltweit tätig.